# 弗朗西斯·达尔文
弗朗西斯·达尔文爵士（英語：Sir Francis "Frank" Darwin，1848年8月16日—1925年9月19日）是一位英国植物学家，1882年当选皇家学会会士，他是查尔斯·达尔文的第四子。